# Bruce McLaren
Bruce Leslie McLaren (Auckland, Nova Zelanda, 30 d'agost de 1937 – Goodwood, Anglaterra, 2 de juny de 1970) fou un pilot, dissenyador, enginyer i inventor de cotxes de carreres. Com a pilot va córrer per les escuderies Cooper Car Company, Eagle i la seva pròpia, Mclaren. Va aconseguir el subcampionat mundial l'any 1960 i va acabar en tercer lloc els anys 1962 i 1969. Tenia el rècord de pilot més jove en aconseguir la victòria (22 anys i 3 mesos) en un gran premi de Fórmula 1 (GP dels Estats Units, 1959) fins que li va prendre Fernando Alonso. Actualment el seu nom se segueix recordant a l'equip McLaren de Fórmula 1, que ell mateix va fundar; i que és un dels equips amb més victòries, amb un total de 19 campionats del món. L'any 1966 va guanyar les 24 hores de Le Mans junt amb Chris Amon. L'any 1968 al Gran Premi de Bèlgica va aconseguir la primera victòria amb la seva pròpia escuderia. McLaren va morir provant un cotxe que ell mateix havia dissenyat al circuit de Goodwood a Anglaterra. El nou cotxe, el M8D, va sortir de la pista i va patir un fort cop que li va causar la mort.

## Palmarès
- Millor posició al campionat del món: Segon 1960 i tercer 1962 i 1969
- Punts aconseguits al Campionat Mundial de Pilots: 188
- Curses: 104
- Victòries: 4
- Podis: 27 (4 primers, 11 segons i 12 tercers)
- Poles : 0
- Voltes ràpides: 3